# Brigitte Dryander
Johanna Brigitte Dryander (* 24. April 1920 in Dillingen, Saargebiet; † 25. Februar 1997 in Saarbrücken) war eine deutsche Schauspielerin, Regisseurin und Hörspielsprecherin.

## Leben
Johanna Brigitte Dryander wurde am 24. April 1920 in Dillingen (im damaligen Saargebiet) als jüngstes von vier Kindern geboren. Sie war die Ur-Ur-Enkelin von Johann Friedrich Dryander (1756–1812), Hofmaler des Fürsten zu Nassau-Saarbrücken. Der Vater (1865–1933) war in zweiter Ehe verheiratet und starb 1933 durch einen Unfall, ohne der Familie eine ausreichende Versorgung hinterlassen zu haben. Die Mutter konnte eine längere Schulbildung ihrer Kinder daher nicht finanzieren. Johanna Brigitte („Hanni“) Dryander musste daher nach der mittleren Reife eine Stelle als Schreibkraft annehmen.
In ihrer Freizeit gelangten ihr beachtliche sportliche Erfolge in der Leichtathletik (100- und 400-Meter-Lauf). Einige regionale Meistertitel brachten sie sogar in die Ausscheidungskämpfe zur Olympiateilnahme 1940 (die Spiele selbst fanden wegen des Zweiten Weltkrieges nicht statt).
Die Aufmerksamkeit, die die attraktive junge Dame als Sportlerin genoss, führte zur Bekanntschaft zu Menschen außerhalb ihres Milieus, u. a. zu dem damals bekannten saarländischen Dichter Johannes Kirschweng (1900–1951), der mit ihr in einen dauernden Briefwechsel eintrat. Aus diesem Umfeld heraus wurde sie bestärkt, ihre künstlerischen Neigungen auszubauen. Ab etwa 1939 erhielt sie privaten und unentgeltlichen Schauspielunterricht.
Im Jahre 1938 lernte sie Eyke Dryander kennen, einen weitläufigen Verwandten aus der hallischen Dryanderfamilie, den sie 1940 ehelichte. Aus der Ehe ging ein Sohn hervor (Ulrich, * 1942).
Sie nahm zur Spielzeit 1942/43 ein Engagement am Theater in Leitmeritz an (im damaligen Protektorat Böhmen und Mähren, heute Litomerice in Tschechien). Nach der kriegsbedingten Schließung der deutschen Theater kehrte sie 1944 nach Halle an der Saale zurück.
Die Ehe wurde 1950 geschieden. Brigitte Dryander kehrte in ihre saarländische Heimat zurück; der Sohn blieb beim Vater in Halle (Saale). Der „Eiserne Vorhang“ trennte die Mutter vom Sohn bis 1989.
1946 fand sie ein Engagement am Stadttheater in Saarbrücken, dem sie trotz verlockender Angebote bis zum Ende ihrer aktiven Laufbahn 1984 die Treue hielt. Dort lernte Brigitte Dryander den Schauspieler Karlheinz Noblé kennen, den sie 1950 heiratete. Aus der Ehe ging ein Sohn hervor (Alexander, * 1951). Bei ihrem Ausscheiden aus dem Saarbrücker Ensemble wurde sie 1984 mit dem Titel „Saarländische Staatsschauspielerin“ geehrt.
Nach ihrem beruflichen Rückzug engagierte sie sich sozial und gründete den „Frauenclub Saar – Begegnung und Gespräch“, dem sie bis zu ihrem Tod verbunden blieb.
Brigitte Noblé-Dryander starb 1997 in Saarbrücken.

## Künstlerische Laufbahn
In 38 Jahren am Saarbrücker Theater spielte Brigitte Dryander praktisch alle „großen“ weiblichen Charakterrollen – teilweise mehrmals, darunter Medea, Rose Bernd, Mutter Courage, Elisabeth (in Maria Stuart), Martha (in „Wer hat Angst vor Virginia Woolf?“), Claire Zachanassian (in „Besuch der alten Dame“).
Ab Ende der 1950er Jahre führte sie – als eine der ersten Frauen in Deutschland – auch Regie. Sie war ständige freie Mitarbeiterin beim Saarländischen Rundfunk. In zahlreichen Hörspielen war ihre unverwechselbare dunkle Stimme zu hören. Ein „Straßenfeger“ der Vor-Fernseh-Ära waren die Kriminalhörspiele von Lester Powell (Die Dame …) wo sie in wöchentlichen Fortsetzungen bis in die 60er Jahre neben Albert C. Weiland die weibliche Hauptfigur verkörperte. Bis in die 70er Jahre hinein unterrichtete sie Schauspiel an der Musikhochschule des Saarlandes. Auch wenn sie ihrer Heimat stets verbunden blieb, führten sie gelegentliche Gastspiele auch an andere deutsche Bühnen. Sie wirkte an diversen Fernsehproduktionen mit („Der Teufel in Boston“ nach Lion Feuchtwanger, „Judith“ von Friedrich Hebbel, „Tatort“ u. a.).

## Filmografie (Auswahl)
- 1964: Die verschlossene Tür
- 1971: Chopin-Express
- 1979: Tatort: 30 Liter Super

## Hörspiel
- 1950: Der Schnee vom Kilimandscharo – Produktion: BR – Regie: Heinz-Günter Stamm, mit Gert Westphal, Dagmar Altrichter, Wolfgang Dohnberg, Wolfgang Engels

Serie Damenkrimi, Kriminalfälle von Lester Powell (mit: Albert C. Weiland als Privatdetektiv Philip Odell und Brigitte Dryander als seine Assistentin Heather McMarra)
- 1956: Die Dame im Nebel. - Produktion: SR - Regie: Albert C. Weiland, mit Albert C. Weiland u. v. a. (232 Minuten), ISBN 978-3-8445-0675-4.
- 1957: Die Dame ist blond. - Produktion: SR - Regie: Albert C. Weiland, mit Albert C. Weiland u. v. a. (231 Minuten), ISBN 978-3-8445-0676-1.
- 1959: Die Dame mit den grauen Löckchen. - Produktion: SR - Regie: Albert C. Weiland, mit Albert C. Weiland u. v. a. (253 Minuten), ISBN 978-3-8445-0677-8.
- 1960: Die Dame filmt. - Produktion: SR - Regie: Albert C. Weiland, mit Albert C. Weiland u. v. a. (230 Minuten), ISBN 978-3-8445-0674-7.
- 1962: Die Dame schreibt. - Produktion: SR - Regie: Albert C. Weiland, mit Albert C. Weiland u. v. a. (227 Minuten), ISBN 978-3-8445-0897-0.
- 1963: Die Dame im Schnee. - Produktion: SR - Regie: Albert C. Weiland, mit Albert C. Weiland u. v. a. (172 Minuten), ISBN 978-3-8445-0896-3.
- 1964: Die vielgeliebte Dame. - Produktion: SR - Regie: Albert C. Weiland, mit Albert C. Weiland u. v. a. (259 Minuten), ISBN 978-3-8445-0895-6.
- 1971: Die Dame ist leichtfertig. - Produktion: SR - Regie: Albert C. Weiland, mit Albert C. Weiland u. v. a. (224 Minuten), ISBN 978-3-8445-0894-9.